# Théâtre municipal du Mans
Pour les articles homonymes, voir Théâtre municipal.
Le théâtre municipal du Mans, ou théâtre des Jacobins, est une salle de spectacle présente sous différentes formes depuis 1842 dans la ville du Mans, dans le département français de la Sarthe en région Pays de la Loire. 

## Histoire
La création d'un théâtre fut envisagée dès le premier quart du XIXe siècle afin de pallier le manque de place de la Salle des Concerts, datant de 1776. Cette création répond également au besoin d'une société mancelle qui évolue. C'est la naissance d'une société cultivée et aisée, prenant place non loin du nouveau bâtiment. Cette strate de la population a délaissé les quartiers du Vieux-Mans et de Saint-Nicolas pour s'installer dans les quartiers Bollée et Sainte-Croix. Bâti en 1842 suivant les plans de l'architecte Pierre-Félix Delarue, il est conçu comme un théâtre classique à trois ordres superposés avec des colonnes doriques ou ioniques accompagnées de pilastres corinthiens. À l'époque de sa construction, la place des Jacobins est le cœur de la vie mondaine mancelle. Le théâtre est un point de ralliement important alors qu'à l'opposé sur la place, se situe le monumental Alhambra, grand cabaret-cinéma manceau jusqu'à la fin du siècle. À l'origine, la grande salle peut accueillir environ 900 personnes. Il accueillit jusqu'en 2008 des représentations théâtrales, des ballets et des opéras.
Le mardi 22 août 1944, soit quinze jours après la libération du Mans, le général de Gaulle s'adresse aux Manceaux réunis sur la place des Jacobins depuis les balcons du théâtre municipal.
L'édifice fut remodelé après la Seconde Guerre mondiale. Il est jugé trop ancien et trop délabré par nombre d'érudits locaux. C'est ainsi qu'il est rénové dans un style carré et assez stalinien à partir de 1959 et suivant les plans de Pierre Savin, architecte de la ville. Les principales nouveautés sont l'abandon de la superposition classique et l'ajout d'un portique précédé d'une importante masse parallélépipédique. Le but visé est de rendre le bâtiment plus monumental et plus imposant qu'il ne l'était à l'origine. Malheureusement, il est vite jugé comme trop imposant. Roger Verdier, historien manceau, ira jusqu'à dire de l'édifice rénové : "Il ne reste plus qu'à espérer que dans cent ans, une génération le mettra par terre". Pourtant, le théâtre a toujours partagé la communauté mancelle. Seul édifice classique de spectacle conservé dans la ville, certains ont vu sa destruction d'un mauvais œil. Celle-ci a pourtant été programmée par la mairie depuis le début des années 2000. Situé en façade sur la place des Jacobins, sont situés derrière lui les quinconces des Jacobins où se trouvent un parc et un parking. La destruction du théâtre a permis d'exhumer nombre de cadavres de chouans, enterrés après la première Bataille du Mans. Il fut démantelé à partir du 30 novembre, avant d'être définitivement détruit le 17 décembre 2009 à 10h22. Édifice majeur de la ville durant un siècle et demi, il a notamment servi de base à des simulations d'attentats dans la ville en août 2009.

Les anciens théâtres
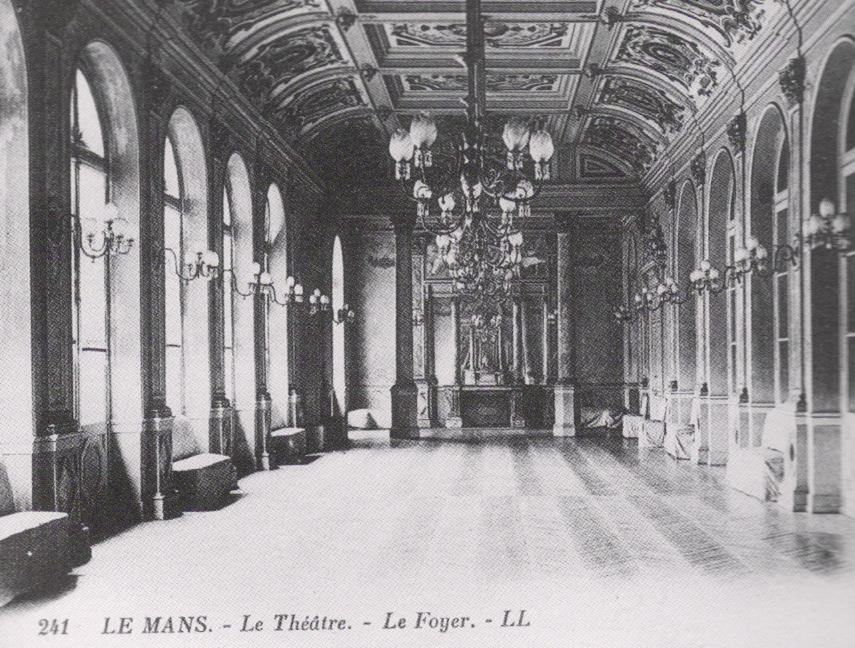
Le foyer du premier théâtre municipal.
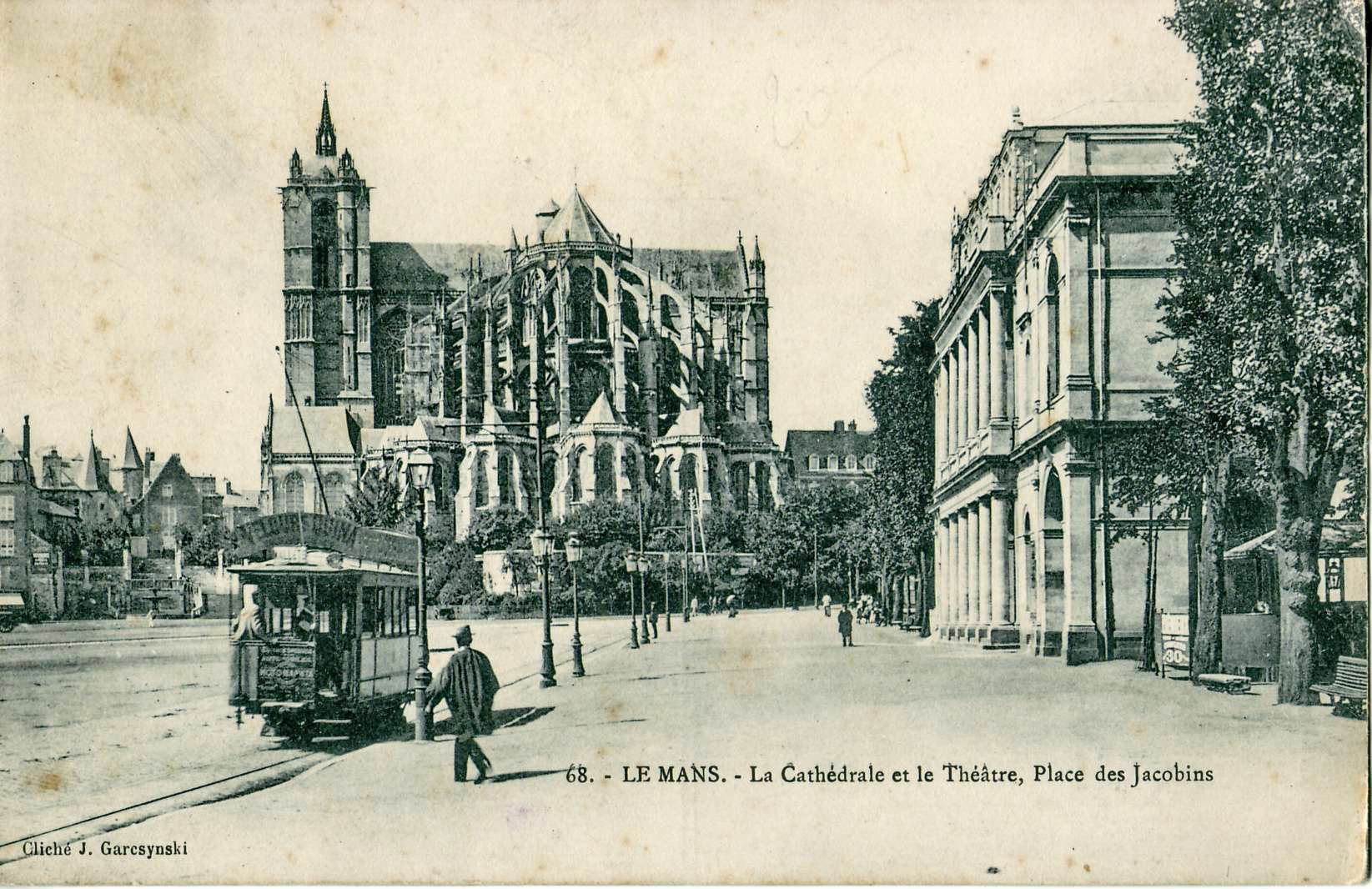
La cathédrale et le premier théâtre.
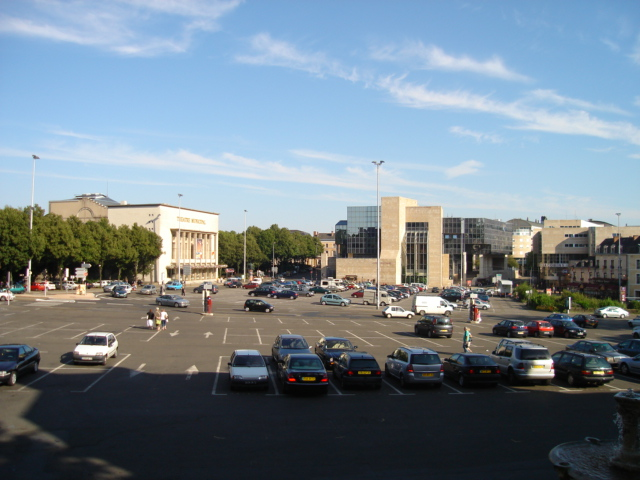
Le deuxième théâtre à gauche depuis la place du jet d'eau.
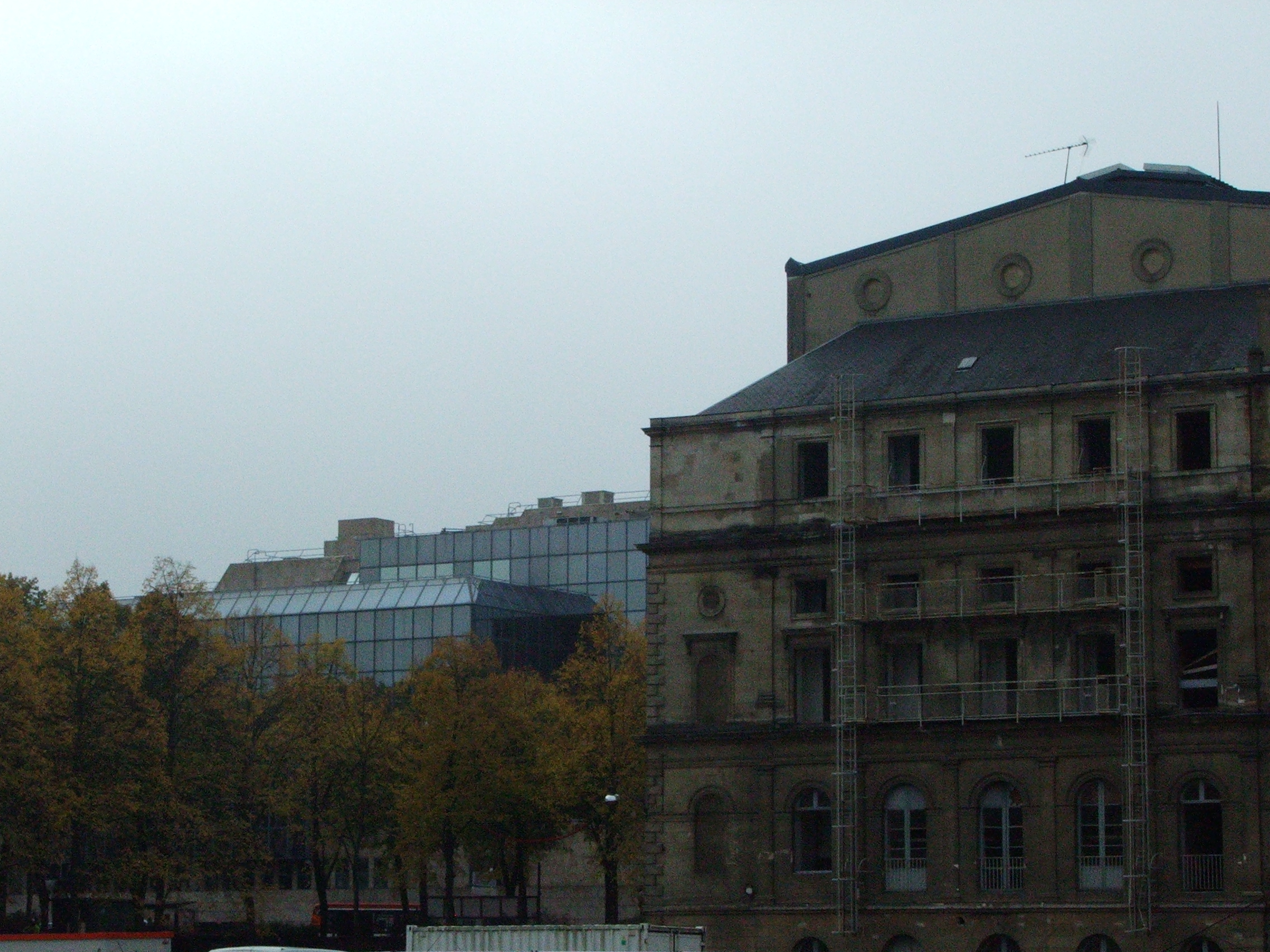
Façade arrière du deuxième théâtre.
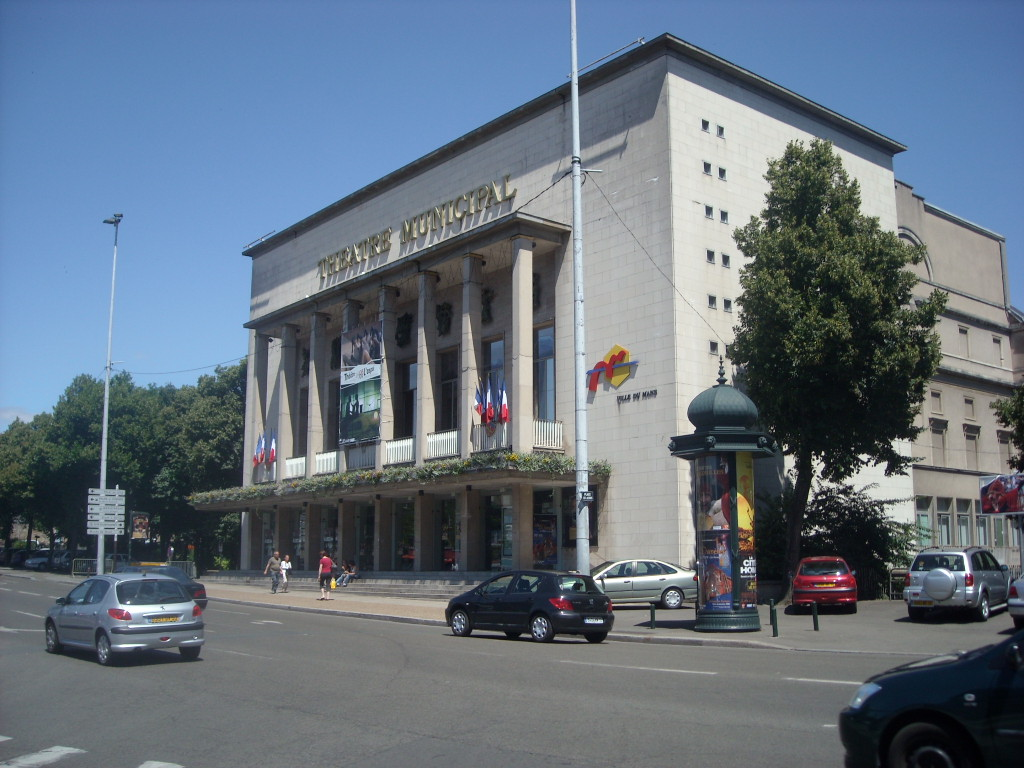
Le deuxième théâtre municipal en 2008.

## Le théâtre actuel
Mis en service en 2014, le théâtre des Quinconces est le 3e bâtiment abritant le théâtre municipal. Il compte 822 places, une salle de répétition de 300 m2, un espace polyvalent de 305 m2, un lieu d'exposition de surface équivalente et un parking souterrain de 610 places. À ses côtés, mais dans un bâtiment séparé se trouve un cinéma Pathé de 11 salles et 2100 places, et un restaurant. En 2017, il forme un ensemble avec le théâtre de L'Espal pour créer être labellisé Scène nationale du Mans sous l'appellation Les Quinconces-L'Espal.

Les Quinconces :
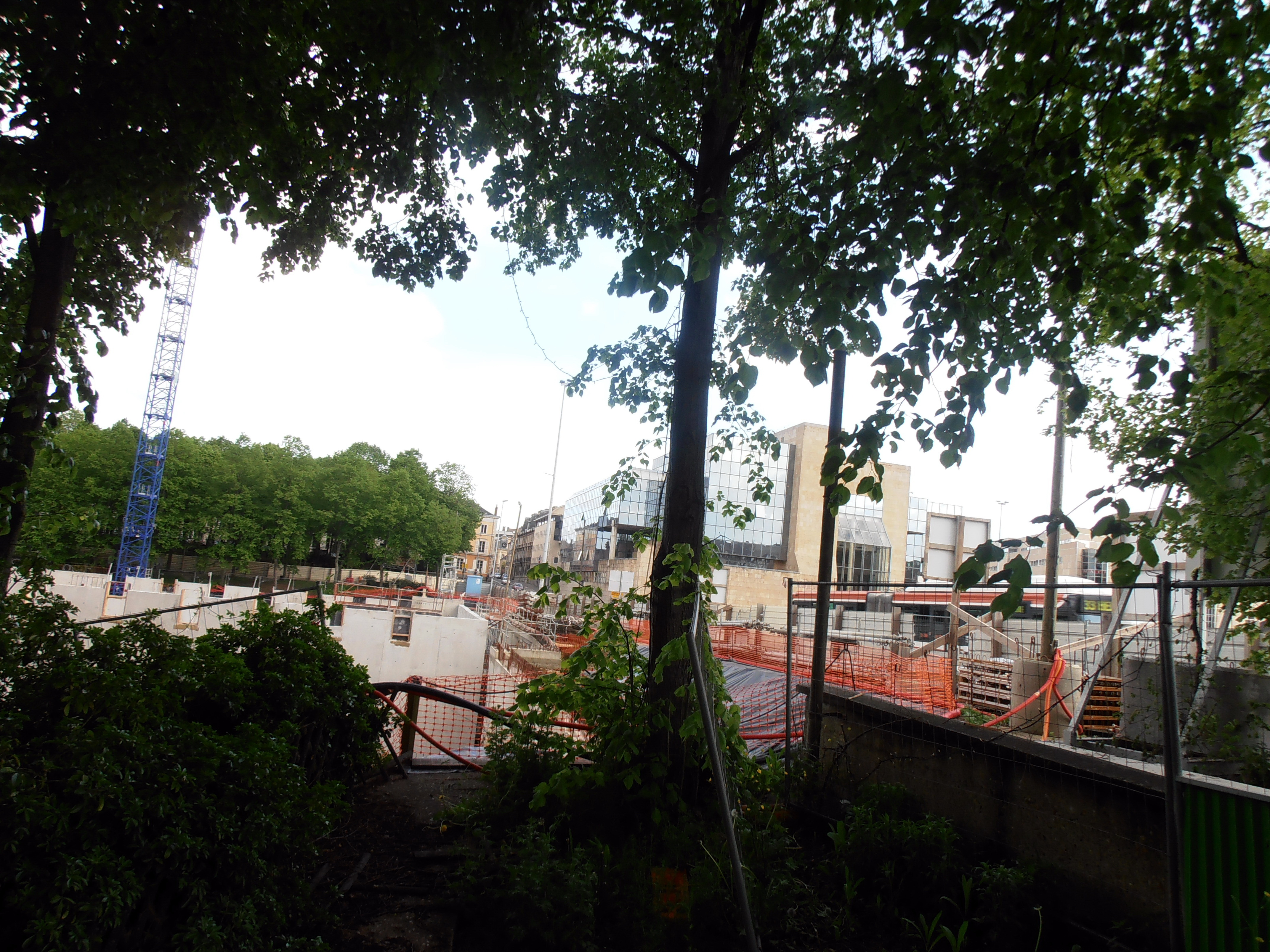
La construction du nouveau théâtre.
Façade du nouveau théâtre.